# جون سميث (سياسي أمريكي، مواليد 1600)
جون سميث (بالإنجليزية: John Smith) هو سياسي أمريكي، ولد في 1600م، وتوفي في 1 يوليو 1663م في وارويك في الولايات المتحدة. انتخب colonial governor of Rhode Island ‏ (1649 – 1650 م).